# Campeonato Mundial de Waterpolo Femenino de 2011
El X Campeonato Mundial de Waterpolo Femenino se celebró en Shanghái (China) entre el 16 y el 30 de julio de 2011 dentro del XIV Campeonato Mundial de Natación. El evento fue organizado por la Federación Internacional de Natación (FINA) y la Federación China de Natación. 
El torneo se realizó en las instalaciones del Centro de Deportes Acuáticos de Shanghái. Participaron en total 16 selecciones nacionales divididas en 4 grupos.

## Grupos
| Grupo A        | Grupo B       | Grupo C | Grupo D   |
| -------------- | ------------- | ------- | --------- |
| Países Bajos   | Australia     | Brasil  | Italia    |
| Kazajistán     | Nueva Zelanda | Grecia  | Sudáfrica |
| Estados Unidos | Canadá        | Rusia   | Cuba      |
| Hungría        | Uzbekistán    | España  | China     |

## Fase preliminar
- Todos los partidos en la hora local de Shanghái (UTC+6).

El primer equipo de cada grupo pasa directamente a los cuartos de final. Los equipos clasificados en segundo y tercer puesto tienen que disputar primero la clasificación a cuartos. Los equipos restantes juegan entre sí por los puestos 13 a 16.

### Grupo A
| Equipo         | J | G | E | P | GF | GC | DG  | PTS |
| -------------- | - | - | - | - | -- | -- | --- | --- |
| Estados Unidos | 3 | 2 | 1 | 0 | 37 | 18 | +19 | 5   |
| Países Bajos   | 3 | 1 | 2 | 0 | 29 | 19 | +10 | 4   |
| Hungría        | 3 | 1 | 1 | 1 | 37 | 31 | +6  | 3   |
| Kazajistán     | 3 | 0 | 0 | 3 | 13 | 48 | -35 | 0   |

- Resultados

| Fecha | Hora  | Partido      | Partido | Partido        | Resultado |
| ----- | ----- | ------------ | ------- | -------------- | --------- |
| 17.07 | 09:30 | Países Bajos | -       | Estados Unidos | 7-7       |
| 17.07 | 10:50 | Kazajistán   | -       | Hungría        | 6-21      |
| 19.07 | 18:20 | Hungría      | -       | Estados Unidos | 7-16      |
| 19.07 | 19:40 | Países Bajos | -       | Kazajistán     | 13-3      |
| 21.07 | 13:30 | Países Bajos | -       | Hungría        | 9-9       |
| 21.07 | 17:00 | Kazajistán   | -       | Estados Unidos | 4-14      |

### Grupo B
| Equipo        | J | G | E | P | GF | GC | DG  | PTS |
| ------------- | - | - | - | - | -- | -- | --- | --- |
| Canadá        | 3 | 3 | 0 | 0 | 43 | 17 | +26 | 6   |
| Australia     | 3 | 2 | 0 | 1 | 46 | 16 | +30 | 4   |
| Nueva Zelanda | 3 | 1 | 0 | 2 | 27 | 29 | -2  | 2   |
| Uzbekistán    | 3 | 0 | 0 | 3 | 14 | 68 | -54 | 0   |

- Resultados

| Fecha | Hora  | Partido       | Partido | Partido       | Resultado |
| ----- | ----- | ------------- | ------- | ------------- | --------- |
| 17.07 | 12:10 | Australia     | -       | Canadá        | 7-10      |
| 17.07 | 13:30 | Nueva Zelanda | -       | Uzbekistán    | 19-6      |
| 19.07 | 09:30 | Uzbekistán    | -       | Canadá        | 6-22      |
| 19.07 | 10:50 | Australia     | -       | Nueva Zelanda | 12-4      |
| 21.07 | 18:20 | Australia     | -       | Uzbekistán    | 27-2      |
| 21.07 | 19:40 | Nueva Zelanda | -       | Canadá        | 4-11      |

### Grupo C
| Equipo | J | G | E | P | GF | GC | DG  | PTS |
| ------ | - | - | - | - | -- | -- | --- | --- |
| Grecia | 3 | 3 | 0 | 0 | 27 | 22 | +5  | 6   |
| Rusia  | 3 | 2 | 0 | 1 | 38 | 18 | +20 | 4   |
| España | 3 | 1 | 0 | 2 | 29 | 32 | -3  | 2   |
| Brasil | 3 | 0 | 0 | 3 | 16 | 38 | -22 | 0   |

- Resultados

| Fecha | Hora  | Partido | Partido | Partido | Resultado |
| ----- | ----- | ------- | ------- | ------- | --------- |
| 17.07 | 15:00 | Brasil  | -       | Rusia   | 4-15      |
| 17.07 | 16:20 | Grecia  | -       | España  | 10-9      |
| 19.07 | 12:10 | España  | -       | Rusia   | 8-18      |
| 19.07 | 13:30 | Grecia  | -       | Brasil  | 11-8      |
| 21.07 | 18:20 | Brasil  | -       | España  | 4-12      |
| 21.07 | 19:40 | Grecia  | -       | Rusia   | 6-5       |

### Grupo D
| Equipo    | J | G | E | P | GF | GC | DG  | PTS |
| --------- | - | - | - | - | -- | -- | --- | --- |
| Italia    | 3 | 3 | 0 | 0 | 40 | 15 | +25 | 6   |
| China     | 3 | 2 | 0 | 1 | 50 | 21 | +29 | 4   |
| Cuba      | 3 | 0 | 1 | 2 | 19 | 40 | -21 | 1   |
| Sudáfrica | 3 | 0 | 1 | 2 | 16 | 49 | -23 | 1   |

- Resultados

| Fecha | Hora  | Partido   | Partido | Partido   | Resultado |
| ----- | ----- | --------- | ------- | --------- | --------- |
| 17.07 | 17:40 | Italia    | -       | Cuba      | 12-4      |
| 17.07 | 19:00 | Sudáfrica | -       | China     | 5-22      |
| 19.07 | 17:00 | Italia    | -       | Sudáfrica | 18-2      |
| 19.07 | 21:00 | China     | -       | Cuba      | 19-6      |
| 21.07 | 12:10 | Sudáfrica | -       | Cuba      | 9-9       |
| 21.07 | 21:00 | Italia    | -       | China     | 10-9      |

## Fase final
- Todos los partidos en la hora local de Shanghái (UTC+6).

|  | Clasif. a cuartos | Clasif. a cuartos |              |        | Cuartos de final | Cuartos de final |        |              | Semifinales  | Semifinales |  |  | Final       | Final       |
|  | 23 de julio       | 23 de julio       |              |        | 25 de julio      | 25 de julio      |        |              | 27 de julio  | 27 de julio |  |  | 29 de julio | 29 de julio |
|  |                   |                   |              |        |                  |                  |        |              |              |             |  |  |             |             |
|  |                   |                   |              |        |                  |                  |        |              |              |             |  |  |             |             |
|  |                   |                   |              |        |                  |                  |        |              |              |             |  |  |             |             |
|  | Grecia            | 12                |              |        |                  |                  |        |              |              |             |  |  |             |             |
|  | Grecia            | 12                | Países Bajos | 14     |                  |                  |        |              |              |             |  |  |             |             |
|  |                   | Países Bajos      | Países Bajos | 14     | 10               |                  |        |              |              |             |  |  |             |             |
|  | Nueva Zelanda     | Países Bajos      | 6            |        | 10               | Grecia           | 14     |              |              |             |  |  |             |             |
|  | Nueva Zelanda     |                   | 6            |        |                  | Grecia           | 14     |              |              |             |  |  |             |             |
|  |                   |                   |              | Italia | 11               |                  |        |              |              |             |  |  |             |             |
|  | Italia            | 14                |              | Italia | 11               |                  |        |              |              |             |  |  |             |             |
|  | Italia            | 14                | Hungría      | 9      |                  |                  |        |              |              |             |  |  |             |             |
|  |                   | Australia         | Hungría      | 9      | 12               |                  |        |              |              |             |  |  |             |             |
|  | Australia         | Australia         | 10           |        | 12               | Grecia           | 9      |              |              |             |  |  |             |             |
|  | Australia         |                   | 10           |        |                  | Grecia           | 9      |              |              |             |  |  |             |             |
|  |                   |                   |              | China  | 8                |                  |        |              |              |             |  |  |             |             |
|  | Estados Unidos    | 7                 |              | China  | 8                |                  |        |              |              |             |  |  |             |             |
|  | Estados Unidos    | 7                 | Rusia        | 26     |                  |                  |        |              |              |             |  |  |             |             |
|  |                   | Rusia             | Rusia        | 26     | 9                |                  |        |              |              |             |  |  |             |             |
|  | Cuba              | Rusia             | 4            |        | 9                | Rusia            | 12     | Tercer lugar | Tercer lugar |             |  |  |             |             |
|  | Cuba              |                   | 4            |        |                  | Rusia            | 12     | Tercer lugar | Tercer lugar |             |  |  |             |             |
|  |                   |                   |              | China  | 13               |                  |        |              |              |             |  |  |             |             |
|  | Canadá            | 7                 |              | China  | 13               |                  |        |              |              |             |  |  |             |             |
|  | Canadá            | 7                 | España       | 6      |                  |                  | Italia | 7            |              |             |  |  |             |             |
|  |                   | China             | España       | 6      | 9                |                  | Italia | 7            |              |             |  |  |             |             |
|  | China             | China             | 15           |        | 9                | Rusia            | 8      |              |              |             |  |  |             |             |
|  | China             |                   | 15           |        |                  | Rusia            | 8      |              |              |             |  |  |             |             |

### Clasificación a cuartos
| Fecha | Hora  | Partido      | Partido | Partido       | Resultado |
| ----- | ----- | ------------ | ------- | ------------- | --------- |
| 23.07 | 12:10 | Países Bajos | -       | Nueva Zelanda | 14-6      |
| 23.07 | 15:30 | Hungría      | -       | Australia     | 9-10      |
| 23.07 | 16:50 | Rusia        | -       | Cuba          | 36-4      |
| 23.07 | 21:00 | España       | -       | China         | 6-15      |

### Cuartos de final
| Fecha | Hora  | Partido        | Partido | Partido      | Resultado |
| ----- | ----- | -------------- | ------- | ------------ | --------- |
| 25.07 | 14:00 | Estados Unidos | -       | Rusia        | 7-9       |
| 25.07 | 15:20 | Grecia         | -       | Países Bajos | 12-10     |
| 25.07 | 16:40 | Italia         | -       | Australia    | 14-12     |
| 25.07 | 21:00 | Canadá         | -       | China        | 7-9       |

### Semifinales
| Fecha | Hora  | Partido | Partido | Partido | Resultado |
| ----- | ----- | ------- | ------- | ------- | --------- |
| 27.07 | 16:50 | Grecia  | -       | Italia  | 14-11     |
| 27.07 | 21:00 | Rusia   | -       | China   | 12-13     |

### Tercer lugar
| Fecha | Hora  | Partido | Partido | Partido | Resultado |
| ----- | ----- | ------- | ------- | ------- | --------- |
| 29.07 | 16:00 | Rusia   | -       | Italia  | 8-7       |

### Final
| Fecha | Hora  | Partido | Partido | Partido | Resultado |
| ----- | ----- | ------- | ------- | ------- | --------- |
| 29.07 | 21:00 | China   | -       | Grecia  | 8-9       |

## Medallero
|        |       |       |
| Grecia | China | Rusia |

## Estadísticas

### Clasificación general
| 1. Grecia         |
| 2. China          |
| 3. Rusia          |
| 4. Italia         |
| 5. Australia      |
| 6. Estados Unidos |
| 7. Países Bajos   |
| 8. Canadá         |
| 9. Hungría        |
| 10. Cuba          |
| 11. España        |
| 12. Nueva Zelanda |
| 13. Kazajistán    |
| 14. Brasil        |
| 15. Sudáfrica     |
| 16. Uzbekistán    |

### Máximas goleadoras
| Puesto | Nombre                | País   | Goles |
| ------ | --------------------- | ------ | ----- |
| 1      | Blanca Gil Sorli      | España | 25    |
| 2      | Ma Huanhuan           | China  | 19    |
| 3      | Yekaterina Prokofieva | Rusia  | 18    |
| 3      | Wang Yi               | China  | 18    |